# Spiranthes torta
Spiranthes torta là một loài thực vật có hoa trong họ Lan. Loài này được (Thunb.) Garay & H.R.Sweet miêu tả khoa học đầu tiên năm 1974.